# BBC Bangla
BBC Bangla (bengali : বিবিসি বাংলা) est un service en langue bengalie du BBC World Service.

## Histoire
La BBC Bangla a été lancée le 11 octobre 1941 avec un programme de quinze minutes dans le cadre du BBC World Service. Le siège de la BBC Bangla était auparavant le Bush House, mais depuis 2012, il est diffusé à partir de la Broadcasting House à Londres ainsi que des bureaux de la BBC à Dacca et Calcutta.

## Radiodiffusion
Les programmes de BBC Bangla sont diffusés sur les ondes FM, ondes moyennes et ondes courtes, leur site Internet et leurs services de radio et vidéo sur Internet. La BBC Bangla touche 13 millions de personnes parlant le bengali. Ses services de radio et ses services en ligne attirent des auditeurs de nombreuses communautés bengalies, notamment celles du Bangladesh, du Bengale occidental, du Tripura et de l'Assam.

## Programming
BBC Bangla se concentre principalement sur la programmation quotidienne d'actualités et les nouvelles sportives. Ils diffusent également des programmes de divertissement, des analyses d'actualités et des discussions sur les articles vedettes des quotidiens. De plus, ils répondent aux messages et aux opinions de l'auditoire et en discutent

## Émissions sur la radio FM
- Dacca - FM 100
- Calcutta - FM 90.4
- Barisal - FM 105
- Comilla - FM 103.6
- Cox's Bazar - FM 100.8
- Thakurgaon - FM 92
- Chittagong - FM 88.8
- Rangpur - FM 88.8
- Rajshahi - FM 88.8
- Sylhet - FM 88.8
- Khulna - FM 88.8[3]

## Bangladesh Songlap
BBC Bangladesh Songlap est une émission en direct du service BBC Bangla diffusée en association avec la chaîne satellite bangladaise Channel i,. Ce programme est principalement axé sur les questions que le grand public pose aux autorités compétentes sur des questions importantes.